# Аристарх (Смирнов)
Митрополи́т Ариста́рх (в миру Вади́м Анато́льевич Смирно́в; род. 17 января 1959, Кемерово, РСФСР) — епископ Русской православной церкви, митрополит Кемеровский и Прокопьевский.
Является главой Кузбасской митрополии. Племянник митрополита Евлогия (Смирнова).

## Биография
После окончания средней школы поступил в Кузбасский Политехнический институт. Обучаясь в институте, закончил специальный факультет общественных профессий и защитил диплом переводчика-референта. Окончил институт в 1981 году по специальности горный инженер, после чего несколько месяцев работал в библиотеке Московской духовной академии.
В августе 1982 года поступил в Московскую духовную семинарию, которую закончил в 1984 году. В этом же году поступил в Московскую духовную академию, которую окончил в 1988 году и защитил диссертацию на соискание учёной степени кандидата богословия.
После завершения обучения в академии с 10 октября 1988 года был в ней преподавателем. 16 ноября 1988 года назначен помощником инспектора Московских духовных школ. 1 января 1991 года назначен старшим помощником проректора по воспитательной работе.
27 марта 1998 года ректором Московских духовных академии и семинарии епископом Верейским Евгением (Решетниковым) был пострижен в монашество с именем Аристарх в честь апостола от семидесяти Аристарха, епископа Апамейского. 4 апреля им же поставлен во чтеца, 7 апреля рукоположён во иеродиакона и 19 июля рукоположён во иеромонаха.
Ко дню Святой Пасхи 2000 года архиепископом Верейским Евгением (Решетниковым) возведён в сан игумена.
Преподавал и занимался административной работой в качестве старшего помощника проректора.
В июне 2001 года указом патриарха Алексия II переведён в Свято-Троицкую Сергиеву Лавру. Являясь насельником Лавры, нёс послушание руководителя архитектурного отдела Патриаршего архитектурно-реставрационного центра, а затем заместителя эконома Лавры.
8 октября 2002 года патриаршим указом был назначен келарем объединённого хозяйства Лавры и Московских духовных школ.
17 июля 2006 года постановлением Священного Синода Русской Православной Церкви был избран епископом Кемеровским и Новокузнецким.
21 июля 2006 года в Казанском соборе на Красной площади патриархом Алексием II возведён в сан архимандрита.
20 августа 2006 года в Храме Христа Спасителя хиротонисан во епископа Кемеровского и Новокузнецкого. Хиротонию совершили Патриарх Московский и всея Руси Алексий II, митрополит Крутицкий и Коломенский Ювеналий (Поярков), митрополит Калужский и Боровский Климент (Капалин), митрополит Рижский и всея Латвии Александр (Кудряшов), архиепископ Истринский Арсений (Епифанов), архиепископ Пензенский и Кузнецкий Филарет (Карагодин), архиепископ Тобольский и Тюменский Димитрий (Капалин), архиепископ Владимирский и Суздальский Евлогий (Смирнов), архиепископ Софроний (Будько), архиепископ Томский и Асиновский Ростислав (Девятов), архиепископ Верейский Евгений (Решетников), архиепископ Ярославский и Ростовский Кирилл (Наконечный), архиепископ Нижегородский и Арзамасский Георгий (Данилов), епископ Филиппопольский Нифон (Сайкали) (Антиохийский Патриархат), епископ Дмитровский Александр (Агриков), епископ Сергиево-Посадский Феогност (Гузиков), епископ Бронницкий Амвросий (Ермаков), епископ Серпуховской Роман (Гаврилов) и епископ Даугавпилсский Александр (Матрёнин).
С 12 марта 2007 года по 27 декабря 2024 года был ректором Кузбасской духовной семинарии.
В 2009 году призвал руководителей кузбасских предприятий и предпринимателей погасить долги по зарплате работникам, поскольку эксплуатация труда рабочих и несправедливая оплата затраченных человеком сил является лихоимством.
26 июля 2012 назначен главой Кузбасской митрополией, а также временно управляющим Новокузнецкой епархией (управлял до 1 сентября 2014).
1 августа 2012 года в Серафимо-Дивеевском монастыре возведён Патриархом Кириллом в сан митрополита.

## Награды

### Церковные
- Наперсный крест (к Пасхе от Алексия Второго) 1999
- Палица (к Пасхе от Алексия Второго) 16 апреля 2004
- Орден преподобного Сергия Радонежского 3 степени 14 октября 2005
- Наперсный крест с украшениями (к Пасхе от Алексия Второго) 22 апреля 2006

### Светские
- Орден «Ключ дружбы» (2009, Кемеровская область)[6]
- Медаль За особый вклад в развитие Кузбасса» III степени (2008, Кемеровская область)[7]

## Публикации
- Праздник «У Троицы» // Журнал Московской Патриархии. 1990. — № 3. — С. 31-32.
- Начало нового учебного года в Московских Духовных школах // Журнал Московской Патриархии. 1990. — № 12. — С. 36-38.
- Православный катехизис: конспект лекций / сост. Аристарх (Смирнов), еп. Кемеровский и Новокузнецкий, при участии и общ. ред. К. Е. Скурата, засл. проф. — Кемерово: Изд. отд. Кемеровской и Новокузнецкой епархии, 2010. — 527 с.
- Основные этапы духовного становления святого Силуана Афонского // Вестник Кузбасской православной духовной семинарии. 2021. — № 7. — C. 9-26. (в соавторстве с диаконом Сергеем Бирюковым)
- Взгляды сщмч. Иринея Лионского на учение о Христе как Новом Адаме // Вестник Кузбасской православной духовной семинарии. 2021. — № 7. — C. 27-50. (в соавторстве с В. В. Копыловым)
- Вопросы исторической памяти в литературно-публицистических трудах и проповедях Святейшего Патриарха Кирилла // Вестник Кузбасской православной духовной семинарии. 2022. — № 1 (8). — C. 9-19.
- Анализ перспективных направлений развития воспитательного и образовательного процесса в Кузбасской православной духовной семинарии // Труды Барнаульской духовной семинарии: Богословие. История. Культура / Отв. ред. М. А. Хамутов — Вып. 11. — Барнаул, 2022. — C. 7-20.
- Православие в Кузбассе (к 30-летию образования Кемеровской епархии) // Вестник Кузбасской православной духовной семинарии. — 2023. — № 1.
- Кузбасская Православная духовная семинария: история, современность, перспективы (к 30‐летию образования) // Вестник Кузбасской православной духовной семинарии. — 2024. — № 1 (16). — С. 62–75. (соавтор: Терентьев П. В., свящ.)
- Текстуальные практики молокан и философия Жака Деррида: точки пересечения // Теологический вестник Смоленской православной духовной семинарии. — 2025. — № 2 (27). — С. 142—154.